# Cueva del Cambulló
La cueva de Cambulló es un abrigo con representaciones rupestres localizado en el término municipal de Castellar de la Frontera, provincia de Cádiz (España). Pertenece al conjunto de yacimientos rupestres denominado Arte sureño, muy relacionado con el arte rupestre del arco mediterráneo de la península ibérica.
El abrigo, formado por la erosión de roca arenisca, se encuentra situado en el Bujeo Gordo cerca de la confluencia del río Guadarranque y el río de los Codos en los alrededores de la Cueva de los Números y de la Cueva del Cancho.
El investigador alemán Uwe Topper en 1975 en su visita a la cueva en 1975 identificó varios grupos de pinturas en la covacha. En una franja superior a 160 centímetros del suelo aparecieron varias pinturas, un cuadrúpedo y dos símbolos de fertilidad, uno masculino y otro femenino realizados con pigmento rojo intenso y estilo seminaturalista que lo datan en el neolítico. Estas figuras parecían haber formado parte de un grupo mayor desaparecido por la presencia de hollín.